# 担子菌門
担子菌門（たんしきんもん）とは、菌界に属するもので、いわゆるキノコとして知られている生物を含むグループである。菌界内では子嚢菌についで多く30%程度を占める。その体が多数の菌糸と呼ばれる管状の細胞から構成されており、多くのものが肉眼的な子実体を作る。

## 特徴
ほとんどが糸状菌と呼ばれる形態で、胞子が発芽すると菌糸と呼ばれる管状の構造となり、先端生長する。接合核が減数分裂した後、その細胞（担子器）の外に胞子が形成される。これを担子胞子という（子のう菌では細胞の内部に胞子が形成される）。
多くは陸上に生育するが、水中に生育するものもある。一部には菌糸形態をとらずに単細胞状の種もあり、これらは酵母（担子菌酵母）の範疇に含まれる。

## 生物としての担子菌
担子菌類に含まれる生物には大きく二つのグループがあると考えられてきた。1つはサビキン（さび病菌）とクロボキン（黒穂病菌）を含むグループで、植物寄生菌であり、多くの農業上重要な病原体を含む。
もう一つはいわゆる担子菌である。いわゆるキノコらしい、傘があって柄がついているものはこれであり、他に、キクラゲやホコリタケ等、変わった形のキノコもかなりある。多くのものは枯死植物や土壌等で有機物を分解して生活している。マツタケ（松茸）など一部のものは高等植物の根と共生関係を持っている。

### 生活環
担子菌類は変わった接合様式（性別）を有する。一般的なのはヘテロタリック（heterothallic）つまり自分と異なるタイプとしか接合しない型式（自家不和合性）である。この接合様式にはオス・メスに相当する1組の性別（2極性）がある場合もある。また2組の性別（4極性）があって、まるで多数の性があるかのように働くものもある。これはAとa、Bとbの2組の性質があって、ABとab、AbとaB、aBとAb、abとABという組み合わせでしか接合しない様式である。
菌糸の細胞が接合する体細胞接合を行うものが多い。多くの種は接合後に細胞だけが融合し（細胞質融合）、その後の生活環のかなりの時期を二核菌糸（異核共存体、1つの細胞の中に2個の核がある。細胞の間にはかすがい連結またはクランプ結合という特殊な構造がある）として過ごし、子実体（キノコ）を形成してから担子器で核融合と減数分裂が起きて担子胞子をつくる。
また倍数体性の生活環、つまり核融合後の菌糸が増殖する型式もある（例：ツエタケ属 Xerula、ナラタケ属 Armillaria など）。
また子嚢菌と同様に無性胞子を作るものもある。無性胞子だけで繁殖し有性世代が見つかっていない種は不完全菌類として扱われる。

### 菌糸
担子菌類の菌糸は、子嚢菌類と同じく、はっきりとした隔壁を持ち、細胞単位に分かれている。細胞壁はキチン質である。子のう菌と異なる点は、隔壁の中央に複雑な構造が見られることである。子のう菌では、隔壁の中央には、単に穴が開いているだけであるが、担子菌の場合、この穴の周りが膨らみ、それにふたをするような帽子状の構造があるなど、複雑になっている。また、分類群によってこの部分の構造が異なることも知られている。
また、単独の菌糸が基質上にバラバラに広がる形の他、菌糸が互いによりあうようになった構造を作るものがある。簡単なより集まりの場合、これを菌糸束（きんしそく）と言う。中にはその表面が硬化し、先端部には菌糸の成長部分が並び、一見して種子植物の根のようになったものがあり、これを根状菌糸束という。
接合が行なわれる前の菌糸は一核のみを含むが、接合の後には、それぞれの細胞に2個の核がはいった状態になる。これを二核菌糸、あるいは二次菌糸という。二次菌糸には、菌糸の細胞間の部分にかすがい連結（クランプ・コネクション）というものを生じるので区別できる。これは、菌糸の成長につれ、細胞分裂が起きても、二核状態を維持するためのに生じるものである。二次菌糸の先端が成長し、核が分裂すると、一つの核の分裂面に隔壁を生じ、細胞質が分裂する。すると、片方の細胞には1つの核の分裂で生じた核1つが、もう一つの細胞には残りの核と、もう一方の核が入っていることになる。すると、これに続いてもう1つの核も分裂するが、この時、この分裂は先の隔壁のすぐそばで起こり、その分裂で生じた核は、あらためて隔壁の脇に作られる通路を通って、一つしか核の入っていない細胞に送り込まれる。その結果、細胞分裂終了後も、後で核が送り込まれた通路が、隔壁付近外側のふくらみとして確認できるのである。
担子菌の二核菌糸相は、キノコの中だけでなく、基質上の菌糸にも見られ、その場合も、菌糸の隔壁にはやはりかすがい連結が見られるのでそれとわかる。中にはそのままで分生子を形成するものもある。このようなカビが多細胞の分生子を作る場合、分生子の隔壁にもやはりかすがい連結が出る。二次菌糸の状態で菌糸体の成長が続くのは、担子菌類の特徴なので、これが確認されれば、その菌は担子菌類であるとの判断材料となる。

### 子実体
担子菌類の多くは子実体を作る。サビキン類、クロボキン類は子実体を作らず、胞子を作る菌糸の層を作る程度である。それ以外のものの多くは、何らかの形の子実体を作る。
一般的な印象としてのキノコの形は、柄の先に、傘型の部分があり、その下面にひだがあるものである。これらは一般にハラタケ類と呼ばれる。子実体はそのすべてが菌糸からできており、傘の下面、ひだの側面に担子器が並ぶのが普通である。これらのキノコは、柄を縮め、傘を閉じた形で、あるいはそれがさらに皮をかぶった形で形成され、一気に柄が伸びて傘が開くことで完成する。傘の裏側のひだは、管状になっているものもある。これらのキノコは肉質で、成熟の後、一週間くらいで腐り、早いものはその日のうちにとろけてしまう。
もう一つ、傘を作るキノコで別の型として、非常に堅い子実体を作るものがある。カワラタケ、サルノコシカケなどであるが、これらのキノコは、傘の裏面に管があり、管の内側の側面に担子器が並ぶ。子実体は堅く、傘を開いた形で、周囲に向かってゆっくりと成長しながら胞子を作る。子実体は何ヶ月もそのまま残っている。
傘型にならないキノコとしては、スッポンタケやホコリタケなどがある。スッポンタケは長い柄の先に閉じた傘のようなものがあって、その表面に胞子を含む粘液が付いている。この胞子は、スッポンタケの子実体の柄が縮んだ状態で、袋の中にあるときに形成され、そこで成熟する。ホコリタケは、袋状で、内部に胞子ができる。出来上がる子実体の形は全く異なるが、胞子が袋の中に形成される点では共通している。このようなものをまとめて腹菌類と呼ぶ。
ほかに、キノコらしくないが、キクラゲやシロキクラゲなど、寒天質ないし膠質の、ひだの多い子実体を作るものがあり、それらをまとめて膠質菌（こうしつきん　Jerry fungi）とよぶ。担子器に特殊な構造を持つものが多い。
また、ロウタケなどのロウタケ目 Sebacinalesは地上で寒天質または膠質の不定形な子実体を形成し、時には植物などを覆うため変形菌などと間違えられる。

### 担子器
二核菌糸の中で核が融合し、減数分裂して胞子を出芽するのが担子器のしくみである。一般的なキノコ類では、担子器は楕円形で、先端方向に担子胞子を出芽する。担子胞子は短い柄で担子器と繋がり、放出されるときには、柄の部分から打ち出されるようにしてはずれる。いわゆる射出胞子である。
一般のキノコでは、担子器は本体から直接に短い柄が出て担子胞子をつけるが、核融合を起こした細胞から、はっきり区別できるような発達した枝をのばして担子胞子をつけるものがある。それは以下のようなグループである。
- シロキクラゲ類は、担子器が縦方向に放射状に四裂し、それぞれから長い柄が出て担子胞子をつける。
- アカキクラゲ類は、担子器先端が、細胞は分かれないが二またに分かれ、先が伸びて担子胞子をつける。
- キクラゲ類は、担子器が伸びて横に四裂し、それぞれの細胞から柄が伸びて担子胞子をつける。
- サビキン類では、担子器は冬胞子として放出され、そこから枝をのばし、その枝が横分裂で四裂し、それぞれの細胞から柄が伸びて、担子胞子を作る。
- クロボキン類では、担子器は厚膜胞子として放出され、それがサビキンの場合のように発芽するが、分裂した枝の細胞は、直接に担子胞子に当たる細胞を出芽する。

## 分類
担子菌の分類体系はその変転が著しい。
古典的には子実体の構造が重視された。その結果子実体を作らないサビキン類とクロボキン類を独立させ、子実体を作るものはいわゆるキノコ型のものと腹菌類を区別するのが通例であった。その結果は以下のようなものである。
- 半担子菌綱：サビキン・クロボキン
- 菌蕈綱：一般キノコ
- 腹菌綱：腹菌

しかし菌類は微生物であり、その特徴には顕微鏡的な部分の意味が大きい。たとえば担子器にはサビキン、クロボキンとキノコ類で大きな違いがあり、またキクラゲ類にも通常のキノコ類とは異なった形のものがあるが、腹菌類のそれは一般のキノコとさほど変わらない。この点を反映させると、たとえば以下のような体系となる。
- サビキン綱：サビキン
- クロボキン綱：クロボキン
- 真正担子菌綱：一般キノコ・腹菌
- 異型担子菌綱：膠質菌

分子系統による情報は、このような問題にある程度の判断を出した。以下にHibbert et al.(2007)による体系を綱までの範囲で示す。
内容としては、以下のようなものである。
- サビキン類とクロボキン類は独立の亜門となった。これらには以前はここに含めていなかった小群がいくつか追加されている。
- 以前から問題視されていた腹菌類は多系統であることが明らかとなった。そのため腹菌類と菌蕈類と一緒にまとめられ、膠質菌類も個々に含められた。

これらは以前からの体系と大まかな点では一致するものである。ただしそれぞれの群の内部、科や目についてはあちこちに大きな変更がなされている。
それ以外の群についても非常に多くの組み合わせの変更や、小さな群が独立させられた例も多い。
- Basidiomycota：担子菌門
  - Pucciniomycotina：サビキン亜門
    - Pucciniomycetes
    - Cystobasidiomycetes
    - Agaricostilbomycetes
    - Microbotryomycetes
    - Atractiellomycetes
    - Classiculomycetes
    - Myxiomycetes：ミクシア菌綱
    - Cryptomycocolacomycetes

  - Ustilagiomycotina：クロボキン亜門
    - Ustilagiomycetes：クロボキン綱
    - Exobasidiomycetes：モチビョウキン綱

  - Agaricomycotina：ハラタケ亜門
    - Tremellomycetes：シロキクラゲ綱
    - Dacrymycetes：アカキクラゲ綱
    - Agaricomycetes：ハラタケ綱

  - （所属不明）
    - Wallemiomycetes：ワレミア菌綱